# MZ Большого Пса
MZ Большого Пса (лат. MZ Canis Majoris), HD 57615 — одиночная переменная звезда в созвездии Большого Пса на расстоянии приблизительно 685 световых лет (около 210 парсеков) от Солнца. Видимая звёздная величина звезды — от +5,95m до +5,87m.

## Характеристики
MZ Большого Пса — красный гигант, пульсирующая полуправильная переменная звезда (SR:) спектрального класса M3III или M3-III-IIIa. Радиус — около 212 солнечных. Эффективная температура — около 3236 К.